# Штамбергер, Фридрих
Фри́дрих Шта́мбергер (нем. Friedrich Stammberger; 13 мая 1908, Рауэнштайн — 26 марта 1978, Берлин) — немецкий геолог, антифашист. Жертва сталинских репрессий.

## Биография
Отец Фридриха был столяром. В 1919 году Штамбергер окончил школу, в 1921 году вступил в Коммунистический союз молодёжи Германии, в 1926 году — в КПГ. Приобрел специальность типографского наборщика в Готе, работал в нескольких коммунистических издательствах, с 1932 года руководил представительством «Союзфото» в Берлине. В 1933 году через Амстердам и Париж эмигрировал в СССР, где продолжил работать в «Союзфото».
В качестве корреспондента «Иллюстрированной рабочей газеты», издававшейся в Праге, Фридрих Штамбергер в 1936 году участвовал в арктической экспедиции Папанина. Во время чисток 1937 года Штамбергер был арестован и приговорён к пяти годам исправительных работ, отбывал наказание в лагере в Норильске, работал геологом-разведчиком на рудном месторождении. В 1946 году отправлен на поселение в Норильск, обучился на геолога-технолога на металлургическом комбинате, в 1950—1954 годах учился на заочном отделении геологического факультета Томского политехнического института, в 1954 году получил диплом инженера.
В 1954 году Штамбергер вернулся в Германию и поселился в ГДР, занимался организацией работы Центральной комиссии по запасам природных ископаемых. В 1957 году познакомился с Габриэлой Гениш, вдовой коммуниста Вальтера Гениша, и женился на ней. В 1961 году защитил докторскую диссертацию во Фрайбергской горной академии, с 1966 года являлся её профессором.

## Память
После смерти Штамбергера его вдова Габриэла учредила Фонд имени Фридриха Штамбергера (нем. Friedrich-Stammberger-Stiftung) и ежегодную Премию Фридриха Штамбергера (нем. Friedrich-Stammberger-Preis), которую за выдающиеся достижения в области геологии во времена ГДР вручало Общество геологических наук ГДР, а после объединения Германии вручает Германское общество геологических наук в Ганновере.